# Národní rekreační oblast Mount Baker
Národní rekreační oblast Mount Baker se nachází na severu amerického státu Washington zhruba 24 kilometrů jižně od americké hranice s Kanadou v národním lese Mount Baker-Snoqualmie.
Rekreační oblast byla založena v roce 1984 americkým Kongresem především za účelem vybavení jižních svahů hory Mount Baker sněžnými skútry v zimě. V oblasti se nachází také mnoho turistických stezek. Dále sousedí s divočinou Mount Baker, kde ale sněžné skútry nejsou povoleny.